# Lazzaretto di Crotone
Il lazzaretto di Crotone, un tempo noto come monastero dei Carmelitani, è un edificio storico di Crotone adibito in passato a lebbrosario per il ricovero dei degenti colpiti da malattie infettive e contagiose quali ad esempio la peste, il colera e la malaria.
Il lazzaretto fu impiegato durante diverse epidemie che colpirono la città, tra cui la peste del 1656 (che causò la morte di circa la metà della popolazione crotonese), l'epidemia di colera del 1835, l'epidemia di febbre tifoide del 1867 e infine una nuova epidemia di colera nel 1887.

## Storia
Il complesso monasteriale, in origine situato fuori le mura della città e vicino ai conventi di Santa Maria del Soccorso e di Santa Maria delle Grazie, venne edificato intorno alla seconda metà del XVI secolo nei pressi della spiaggia, sulla strada che conduceva a Capo Colonna. Un atto notarile del 1578 documenta la donazione di una casa palaziata al monastero dedicato a Divae Mariae de Monte Carmelo in parrocchia di San Giorgio. Nei primi anni del Seicento il convento fu ampliato, segnalato da una data incisa in una pietra del portale della chiesa nel 1609.
La chiesa in origine ospitava un altare in rozza muratura e si affiancava a una modesta costruzione a due piani con rare piccole finestre che si affacciavano sul mare. Durante questo periodo, la comunità era guidata dal padre maestro Girolamo Salviati, noto per la scomparsa di un manoscritto in latino sulla storia della città. Numerosi soldati spagnoli della guarnigione del castello, particolarmente devoti all'ordine dei Carmelitani, trovarono sepoltura nella chiesa.
Il convento fu saccheggiato dai turchi ottomani nel 1633 e devastato nuovamente dopo il terremoto del 1638. Abbandonato e in rovina, fu soppresso nel 1652 per bolla di papa Innocenzo X, e le sue rendite furono destinate al sostentamento del nuovo seminario di Crotone dal vescovo Geronimo Caraffa nel 1669.
Nel 1672, su richiesta della confraternita del Carmine, che aveva continuato ad esistere nonostante la soppressione del convento, la chiesa fu benedetta nuovamente e destinata alla celebrazione di messe settimanali, evidenziando l'ardore di devozione della confraternita verso il Carmelo.
Nel tardo Seicento, la chiesa fu utilizzata come deposito per le merci recuperate da naufragi e come lazzaretto per isolare i naufraghi sospetti di peste. Venne anche utilizzata come rifugio per persone ricercate dalla giustizia. 
Nel XIX secolo, durante l'epidemia di colera del 1887, l'ex convento – ormai noto come lazzaretto – fu utilizzato come ospedale per isolare e trattare i malati di colera. Questo periodo segna una trasformazione significativa nell'uso del complesso da luogo di culto e vita comunitaria a centro di quarantena e cura durante una delle molte crisi sanitarie che hanno colpito l'Europa nel corso dei secoli.
Danneggiato dal terremoto del 1832 e abbandonato nel tempo, il complesso fu ristrutturato tra il 1911 e il 1912 e parte delle vecchie mura furono utilizzate come fondamenta per un nuovo edificio di culto. Un inventario dei beni comunali del 1936 descrive l'ex lazzaretto come un fabbricato utilizzato per l'isolamento durante le epidemie, sottolineando la sua importanza come struttura per la salute pubblica.

## Struttura
L'edificio si presenta a pianta rettangolare su due piani e ad unica navata, con delle piccole finestre rivolte verso il mare.